# ひまわりの詩
『ひまわりの詩』（ひまわりのうた）は、日本テレビ系の「月曜スター劇場」枠で、1975年11月10日から1976年5月3日まで放映されたテレビドラマ。

## 概要
太平洋横断ヨットレースに出場するなど、ヨットに青春を賭ける竜彦。実は竜彦はそれまで母親となって来た雪の親友との忘れ形見で、雪は竜彦の実の父親を誰にも明かさずそれまで育てて来た…。そんな竜彦の出生の秘密を巡りながら、周りの人々との人間模様を描いたドラマ。
この後、同じ池内淳子主演で『ひまわりシリーズ』として、『ひまわりの道』『ひまわりの家』とシリーズ化された。

## スタッフ
- 作：楠田芳子、寺内小春（第14話）
- プロデューサー：早川恒夫
- 演出：田中康隆（第1～8、11～12、15～16、19～20、24～26各話）、篠木為八男（第9～10、13～14、17～18、21～23各話）

- 主題歌「無縁坂」、挿入歌「雲にらくがき」
作詞・作曲：さだまさし 唄：グレープ

## 出演
- 小沢雪：池内淳子
- 小沢竜彦：三浦友和
- 嘉治志津：杉村春子
- 嘉治恭助：夏木陽介 （医師で、志津の息子）
- 伊丹俊子：白川由美
- 伊丹竜平：木村功
- 伊丹幸蔵：山形勲
- 伊丹梅子：岩本多代
- 伊丹信一：森谷泰章 （俊子の息子）
- 雅子：佐藤友美（第4話から）
- 遼子：池上季実子
- 河野正徳：北村和夫
- 長谷川由紀
- 加賀：内藤武敏
- 織本順吉
- 桑原大輔

## 放送局
月曜スター劇場#放映ネット局の節を参照。